# Фронт освобождения Сирии
Фронт освобождения Сирии (араб. جبهة تحرير سوريا‎) — сирийская исламистская повстанческая группа, которая была сформирована в начале 2018 года и базируется в мухафазе Алеппо на северо-западе Сирии.

## Лидеры
Первоначально Джабер Али-паша, заместитель командующего Ахрар аш-Шамом, был назначен генеральным командующим Фронтом освобождения Сирии Шейх Тауфик Шахабуддин, командующий Харакат Нуреддин аз-Зинки, был назначен заместителем командира. Хусам Атраш и капитан Халид Абу Яман были назначены политическими и военными командирами группы. Однако после нескольких часов споров по поводу руководящих должностей Хасан Суфан, генеральный командующий Ахрар аш-Шам, занял пост генерального командующего группой, заменив Джабера Али-пашу. Избранный в октябре 2017 года, Хасан Суфан был лидером Ахрар аш-Шам и заявил, что полон решимости отличить своё движение от «преступных» и «коррумпированных» проектов, таких как «ХТШ и ДАИШ».

## История
18 февраля 2018 года Ахрар аш-Шам и Харакат Нуреддин аз-Зинки объединились и присоединились к Фронту освобождения Сирии. Таким образом, ФОС получил две крупнейшие суннитские исламистские повстанческие группы на северо-западе Сирии после своего главного соперника, Тахрир аш-Шама. В своём объявлении о слиянии обе группы призвали другие повстанческие группы присоединиться и заявили, что слияние было результатом инициативы Сирийского исламского совета.
19 февраля 2018 года, на следующий день после слияния, вспыхнули ожесточённые столкновения между группой и Тахрир аш-Шам в мухафазе Алеппо. Конфликт вскоре распространился на мухафазу Идлиб, где 21 февраля ФОС захватил город Мааррат-эн-Нууман, города Ариха и Трамла и военную базу Вади-Дейф у ХТШ.
К 18 апреля средства массовой информации, выступающие за ФОС, сообщили, что после 60 дней боевых действий 750 боевиков Тахрир аш-Шам и 225 боевиков ФОС и Сукур аш-Шам были убиты, 3000 боевиков с обеих сторон были ранены. Боевые действия закончились прекращением огня и достижениями для обеих сторон.
3 мая 2018 года Фронт освобождения Сирии, Сукур аш-Шам, Легион Шама и Армия Свободного Идлиба сформировали военный совет в удерживаемом СФ Мааррат-эн-Нуумане. Совет заявил, что не позволит сформировать в городе другие фракции.
1 августа 2018 года в попытке укрепить свои позиции в Идлибе до того, как Сирийская арабская армия обратит своё внимание на провинцию и ликвидировать группы «Аль-Каиды» в регионе, Фронт освобождения Сирии вместе с 6 другими группами (бригады Сукур аш-Шам, Джейш аль-Арар). Анад ад-Дарвиш (Абу аль-Мунатхир) присоединился к Фронту национального освобождения. Являясь одним из 17 членов Фронта национального освобождения, Фронт освобождения Сирии имеет доступ к ресурсам, оружию и обучению турецкого правительства. Турецкое правительство поддерживает Фронт национального освобождения с момента его создания и, в свою очередь, поддерживает Фронт освобождения Сирии с момента вступления в Фронт национального освобождения.
В январе 2019 года Харакат Нуреддин аз-Зинки ушёл в Африн после конфликта между ХТШ и НФО.